# Insula San Giorgio Maggiore

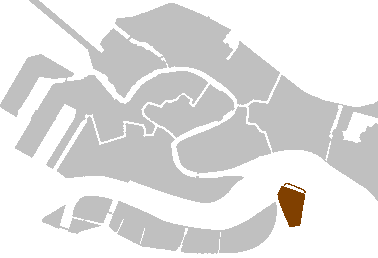
Poziţia insulei San Giorgio Maggiore în Veneţia

San Giorgio Maggiore este o insulă în Laguna Venețiană din nordul Italiei, situată la est de Giudecca și la sud de grupul de insule principale.

## Imagini

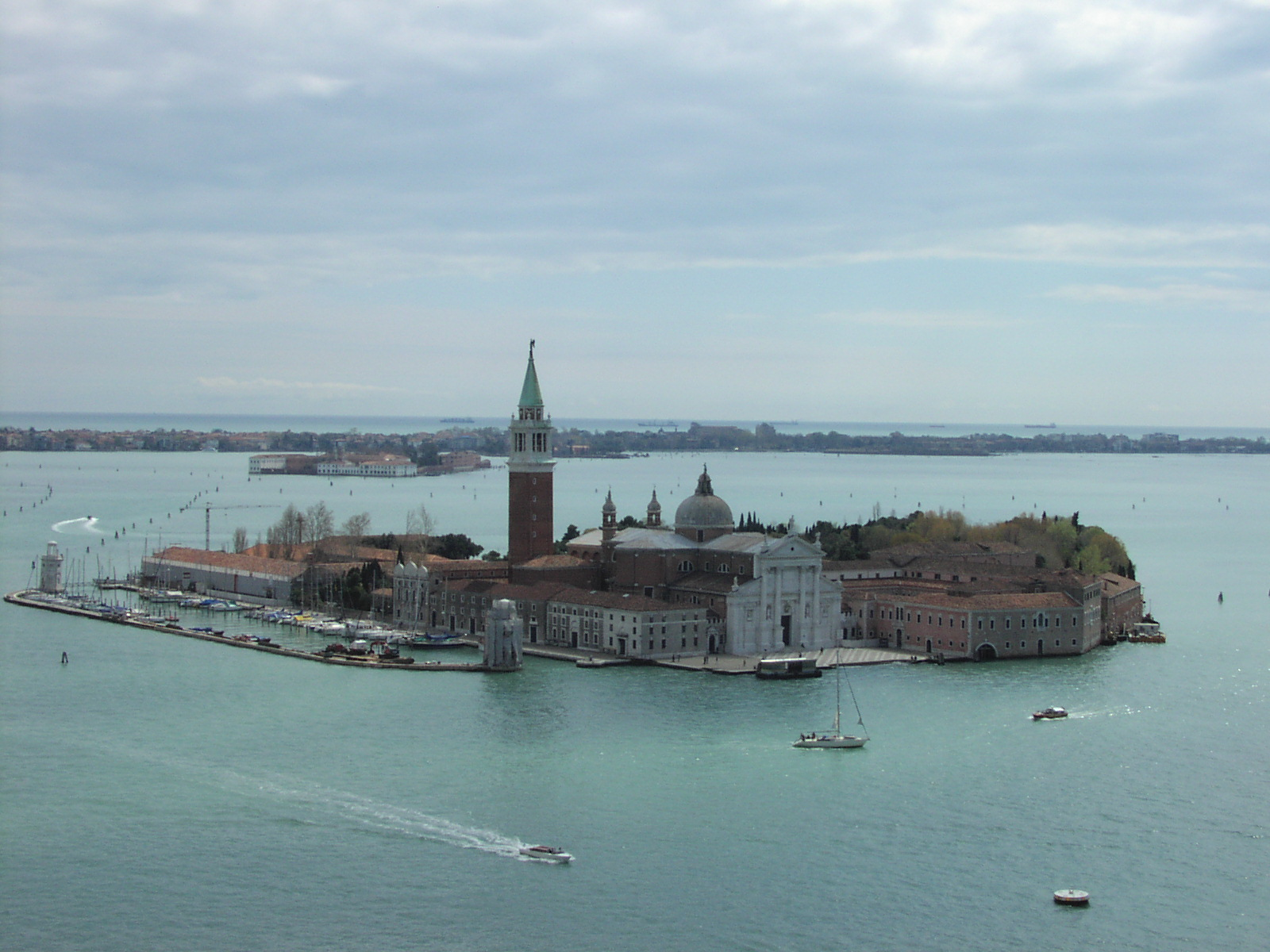
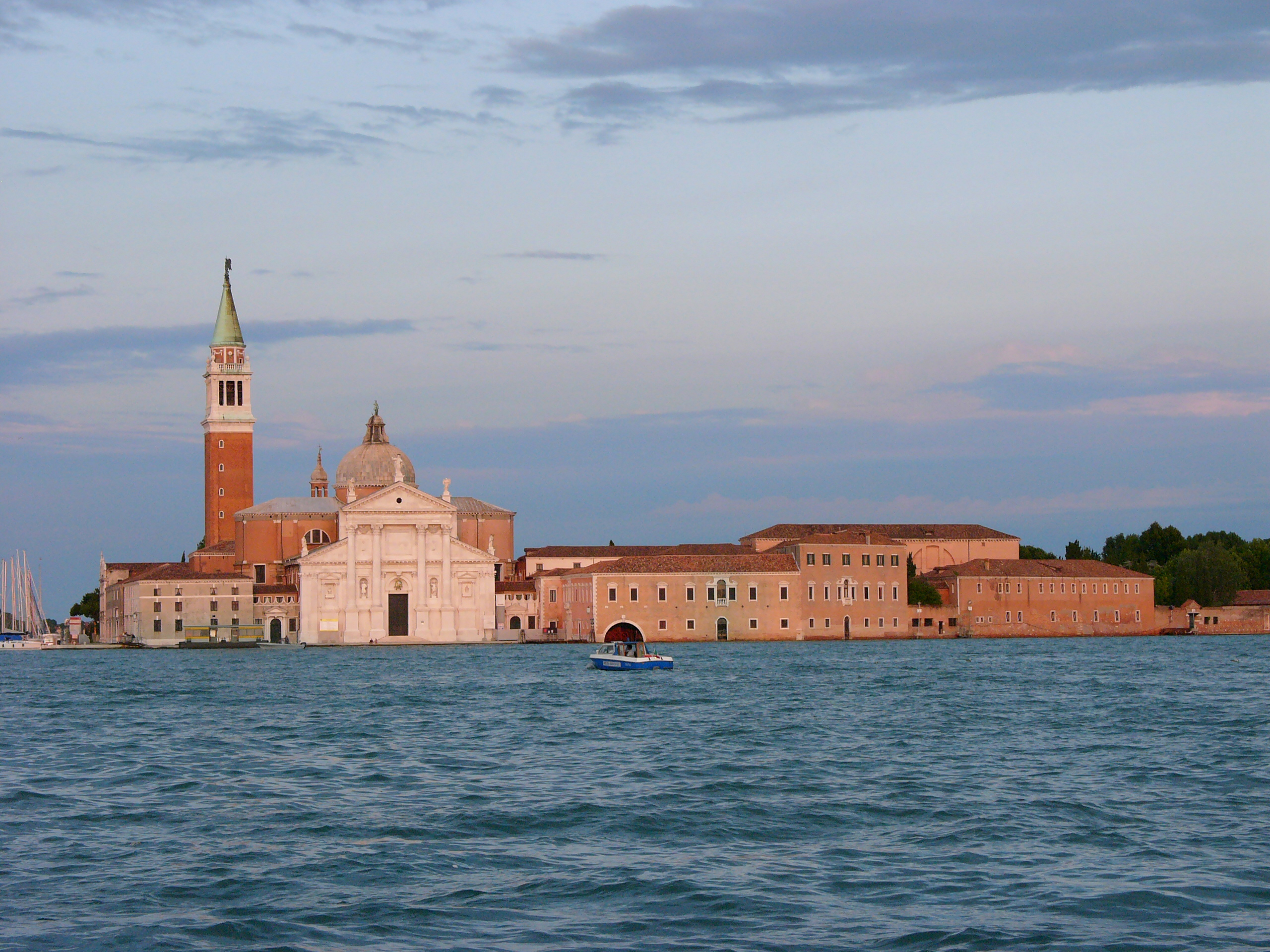

## Poziție geografică
Insula este înconjurată de Canale della Grazia, Canale della Giudecca, Bazinul San Marco, Canale di San Marco și sudul lagunei. Ea face parte din sestiere San Marco.

## Istorie
San Giorgio Maggiore a fost, probabil, locuită în perioada romană; după fondarea Veneției a fost numită Insula Memmia după familia Memmo care o stăpânea. Prin 829 a existat o biserică închinată Sfântului Gheorghe; astfel ea a fost denumită San Giorgio Maggiore pentru a o deosebi de San Giorgio in Alga.
Mănăstirea San Giorgio Maggiore a fost fondată în anul 982, când călugărul benedictin Giovanni Morosini a cerut dogelui Tribuno Memmo să-i doneze întreaga insulă pentru o mănăstire.  Morosini a drenat mlaștinile insulei de lângă biserică pentru a obține pământ pentru construcție și a fondat Mănăstirea San Giorgio Maggiore, devenind primul ei stareț.
San Giorgio este acum cel mai bine cunoscută pentru Bazilica San Giorgio Maggiore, proiectată de Andrea Palladio și începută în 1566. Clopotnița are un inel cu 9 clopote în C#.
La începutul secolului al XIX-lea, după ce Republica a căzut, mănăstirea a fost aproape desființată și insula a devenit un port liber cu un nou port construit în 1812. Ea a devenit locul artileriei Veneției.

## Prezent
San Giorgio Maggiore este acum sediul centrului artistic Fundația Cini, cunoscută pentru biblioteca sa și este, de asemenea, sediul teatrului în aer liber Teatro Verde.